# Mujeres en la NASA
El papel de las mujeres en la NASA ha variado con el tiempo. Ya en 1922 las mujeres trabajaban como físicas y en otros puestos técnicos. Desde la década de 1930, más mujeres se unieron a los equipos de la NASA no solo en Langley Memorial, sino también en el Jet Propulsion Laboratory, el Glenn Research Center y otros numerosos sitios de la NASA en todo Estados Unidos. A medida que el programa espacial ha ido creciendo, las mujeres ocupan más roles, incluido el de astronautas.

## Historia

### Década de 1920
Ya en 1922, mujeres como Pearl I. Young trabajaban como físicas y en otros puestos técnicos. Young fue la segunda mujer física que trabajó para el gobierno federal en el Comité Asesor Nacional de Aeronáutica (NACA), en el edificio 1202 del Laboratorio Aeronáutico Langley Memorial en Langley, Virginia.

### Década de 1960

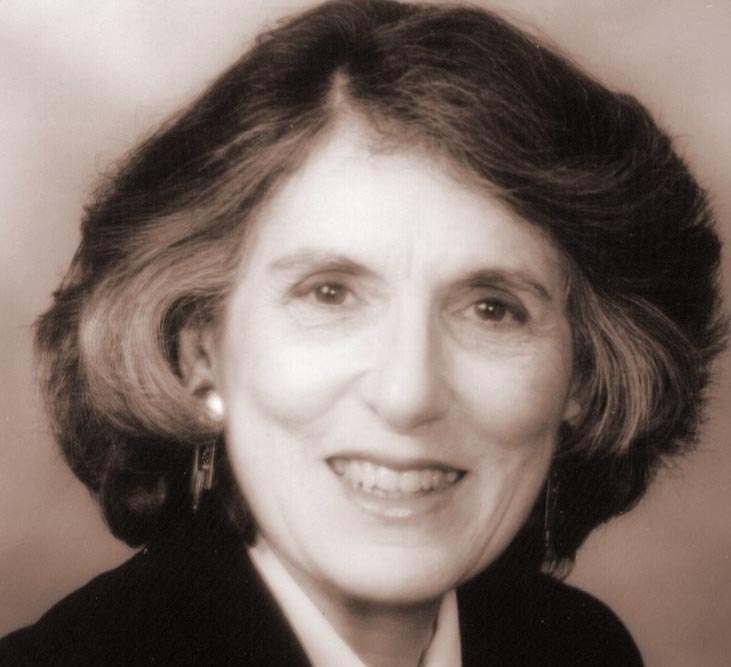
Dana Ulery, primera mujer ingeniera en el Jet Propulsion Laboratory

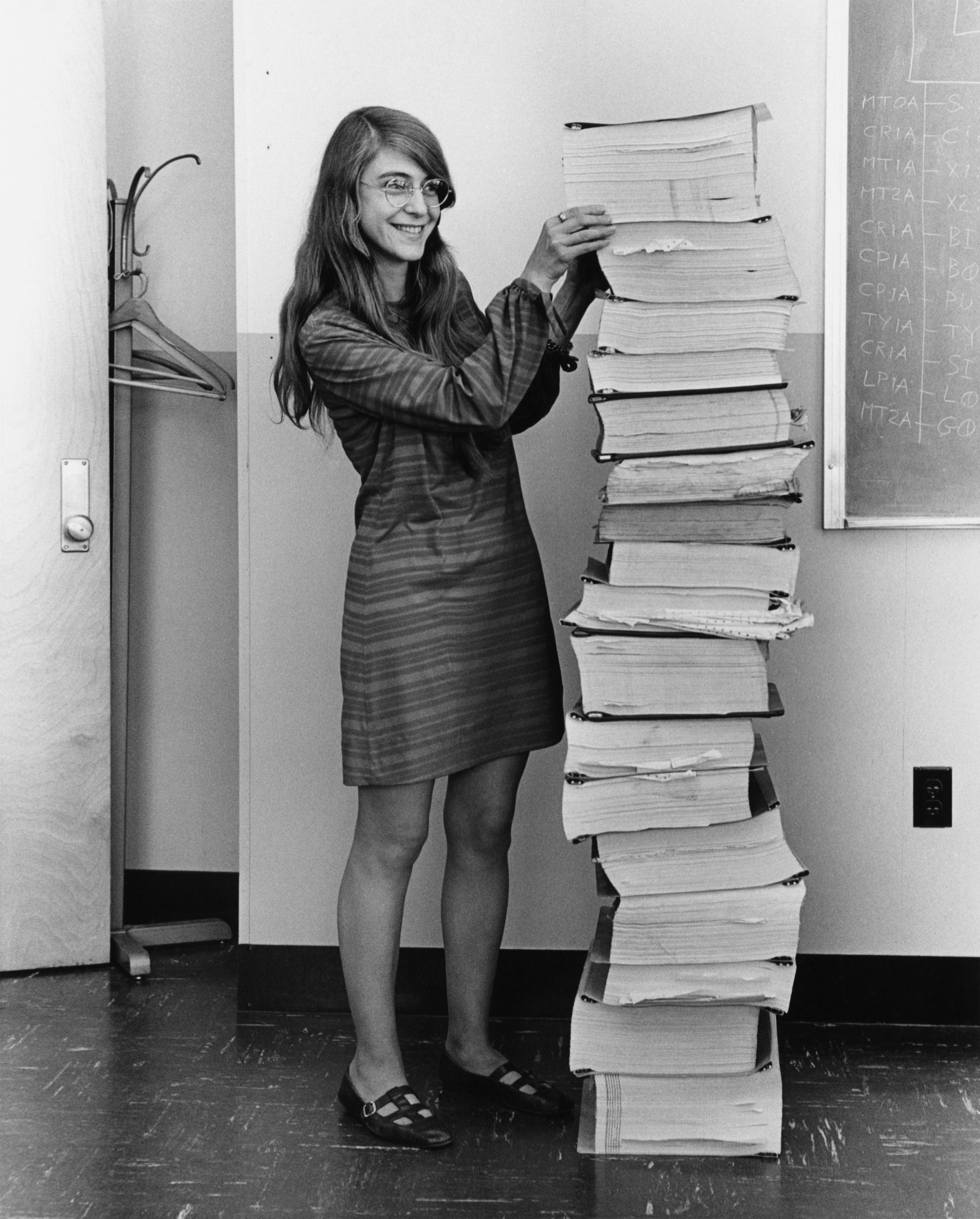
La programadora principal de la computadora de guía Apollo, Margaret Hamilton, con el software escrito por ella y su equipo.

Las mujeres primero trabajaron en servicios de apoyo como administrativas, secretarias, médicas, psicólogas y más tarde ingenieras. En la década de 1960, la NASA comenzó a reclutar mujeres y minorías para el programa espacial. A finales de la década de 1960, la NASA había contratado a miles de mujeres. Algunas de ellas, como Mary Shep Burton, Gloria B. Martinez (la primera española contratada), Cathy Osgood y Shirley Hunt trabajaron en la división de informática mientras que Sue Erwin, Lois Ransdell y Maureen Bowen trabajaron como secretarias para varios miembros de los Equipos de misión y control de vuelo. Dana Ulery fue la primera mujer ingeniera contratada en el Laboratorio de Propulsión a Reacción (JPL) de la NASA. Aunque solo se la consideraba una ingeniera junior, durante más de siete años, ninguna ingeniera ingresó al JPL además de Ulery. Otra mujer, Donna Shirley, trabajó en el JPL como ingeniera de misión en los años 1960. Además, la Dra. Carolyn Huntoon, una mujer, fue pionera en la investigación del metabolismo de los astronautas y otros sistemas corporales. Margaret Hamilton fue la programadora principal de la computadora de orientación para el programa Apolo. Judy Sullivan fue la ingeniera biomédica principal de la misión Apolo 11.
Aunque a las mujeres les resultó difícil establecerse dentro de la organización, la NASA tuvo algunas mujeres que «trazaron territorio desconocido» durante todo el período. Por ejemplo, Katherine Johnson fue una de las figuras más prolíficas en la historia de la NASA. Johnson, una mujer negra, llegó a ser una de las ingenieras más importantes y respetadas en la misión Apolo. Esto fue visto como un paso importante para que las personas negras y las mujeres fueran respetadas. Katherine Johnson terminó desempeñando un papel fundamental como computadora para la NASA, y con Dorothy Vaughan y Mary Jackson ayudaron a calcular ecuaciones integrales y cálculos matemáticos para volver a verificar y asegurar que el lanzamiento de la nave espacial se calculara correctamente. En general, estas cifras fueron pioneras en la creciente comunidad de mujeres que trabajan para la NASA.
Sin embargo, no todos aceptaron este fenómeno. En 1962, George Low, jefe de vuelos espaciales tripulados de la NASA, luchó contra las mujeres diciendo en el congreso que trabajar con mujeres retrasaría su trabajo. Mientras tanto, ese mismo año, John F. Kennedy firmó la Comisión Presidencial sobre la Condición Jurídica y Social de la Mujer para fomentar la igualdad de género en el mundo laboral. Esto llevó a James Webb, un administrador de la NASA, a crear una directiva de política para toda la agencia que estableciera que la NASA brinda igualdad de oportunidades para todo tipo de personas dispuestas a trabajar con la NASA. A pesar de esto, ninguna mujer fue seleccionada para unirse al cuerpo de astronautas en 1963/65/66/67.

### Década de 1970
La década de 1970 fue un trampolín que acercó a las mujeres a la posibilidad de convertirse en astronautas. Al mismo tiempo, el ejército comenzó a aceptar mujeres para la formación de pilotos, lo que terminó derivando en mujeres astronautas. 

En 1977, el reclutamiento de la NASA se disparó gracias a la «ayuda» de Nichelle Nichols.  Nichols que interpretó desde 1966 el papel de la teniente Nyota Uhura en Star Trek, fue parte de un proyecto especial de la NASA para reclutar minorías y personal femenino para la agencia espacial, lo que inspiró a las jóvenes a querer convertirse en astronautas de la NASA.

Una de estas niñas fue Mae Jemison, que se convirtió en la primera mujer astronauta negra en 1992. Otro personaje importante en la década de 1970 fue la Dra. Carolyn Huntoon, quien rechazó ser astronauta para formar parte del comité de selección de astronautas. La NASA envió a Huntoon por los Estados Unidos para alentar a las mujeres a postularse como astronautas o ingresar al campo STEM. En 1979, Kathryn D. Sullivan voló un avión de reconocimiento WB-57F de la NASA a 63.300 pies de altitud, rompiendo un récord de altitud no oficial para las mujeres estadounidenses.

### Década de 1980

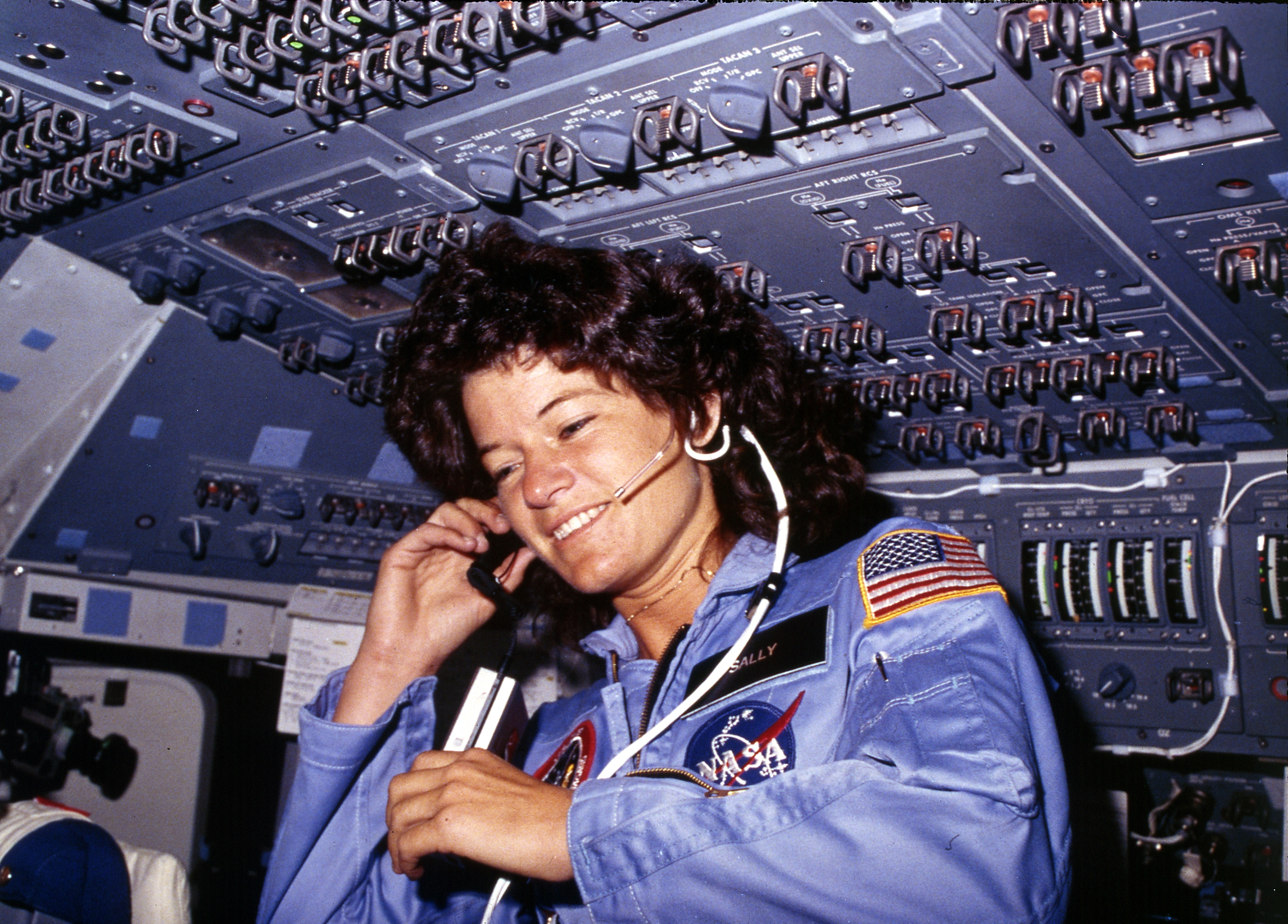
Sally Ride, la primera mujer astronauta de Estados Unidos

El 18 de junio de 1983, Sally Ride hizo historia como la primera mujer astronauta estadounidense en viajar al espacio. Aproximadamente más de un año después, Judith Resnik llevó el transbordador espacial Discovery al espacio y se convirtió en la segunda mujer estadounidense en el espacio. En 1988, Ellen Ochoa se unió a la NASA y se convirtió en la primera mujer astronauta hispana. Ochoa asumió múltiples misiones que incluyeron transbordadores espaciales Discovery, Atlantis, cuatro vuelos y casi 1.000 horas en el espacio. En 1985, Shannon Lucid realizó su primer vuelo y al final de su carrera había pasado 188 días en el espacio. Lucid estableció un récord estadounidense, tanto para hombres como para mujeres, con la mayor cantidad de días en el espacio hasta 2002.

### Década de 1990
En la década de 1990, la NASA estaba investigando los efectos del espacio en el cuerpo de las mujeres. Carolyn Huntoon pronunció un discurso en 1994 en el segundo almuerzo anual sobre la salud de la mujer y el espacio, dando luz al trabajo no reconocido de la NASA. El 3 de febrero de 1995 se hizo historia cuando la coronel Eileen Collins se convirtió en la primera mujer en pilotar una nave espacial estadounidense. Mientras tanto, Shannon Lucid, ingeniera de la junta, participó en cinco misiones en el espacio y trabajó como científica jefe de la NASA en Washington D. C.

### Década del 2000

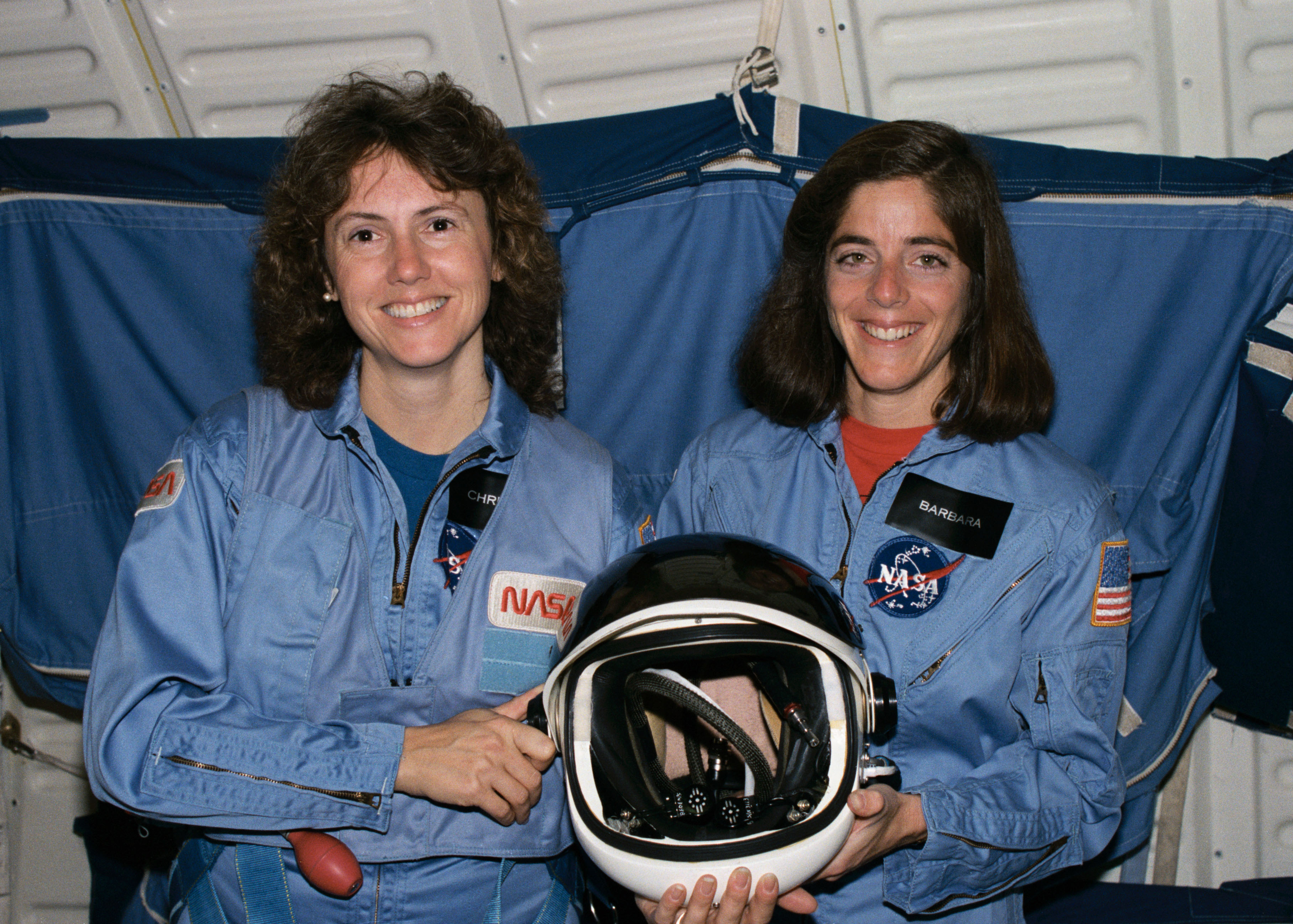
McAuliffe y Morgan en el proyecto Teacher in Space

A partir del año 2000, el número de mujeres en las misiones planetarias de la NASA empezó a aumentar. A las mujeres se les asignaron principalmente roles como coinvestigadoras y científicas participantes. En los años 1990, menos del 10% de las mujeres eran seleccionadas, porcentaje que aumentó en la década de 2000 hasta alrededor del 30% de las mujeres, en particular, a las que se les asignó el papel de coinvestigadoras. Pamela Melroy, por ejemplo, realizó varias misiones a la Estación Espacial Internacional en los transbordadores Discovery y Atlantis. Melroy no solo era astronauta, sino que también era una piloto militar veterana con más de 5.000 horas de vuelo. En 2007, Peggy Whitson se convirtió en la primera mujer en comandar la Estación Espacial Internacional. Además, Whitson realizó docenas de pruebas en el espacio que impulsaron las tecnologías espaciales.
Ese mismo año, Barbara Morgan se convirtió en la primera profesora en el espacio; sin embargo, se argumentó que Christa McAuliffe fue anunciada en 1985 como la primera maestra en el espacio, y Barbara Morgan era solo una candidata suplente o secundaria. En 1986, Christa McAuliffe murió en el accidente del transbordador espacial Challenger y Morgan no pudo ir al espacio hasta 2007.

### Década de 2010
Sunita Williams es conocida por ostentar muchos récords para mujeres, incluido el de pasar 322 días en el espacio, más de 50 horas caminando en el espacio y el de ser la segunda mujer en comandar la Estación Espacial Internacional.

## Programa Mujeres en el Espacio
El programa no oficial Mercury 13 fue considerado como el inicio de la inclusión de las mujeres en los programas espaciales estadounidenses, ya que los siete primeros astronautas elegidos para este proyecto eran hombres blancos. Randy Lovelace y Don Flickinger, que eran los responsables de la selección, tuvieron en cuenta la inclusión de mujeres en el proyecto. Lovelace pensaba que las mujeres también pueden realizar tareas importantes en el espacio igual que los hombres. Gracias a ello, Lovelace y Flickinger conocieron en 1960 a Jerrie Cobb, la mujer que desempeñó un papel fundamental en el reclutamiento y las pruebas de mujeres.

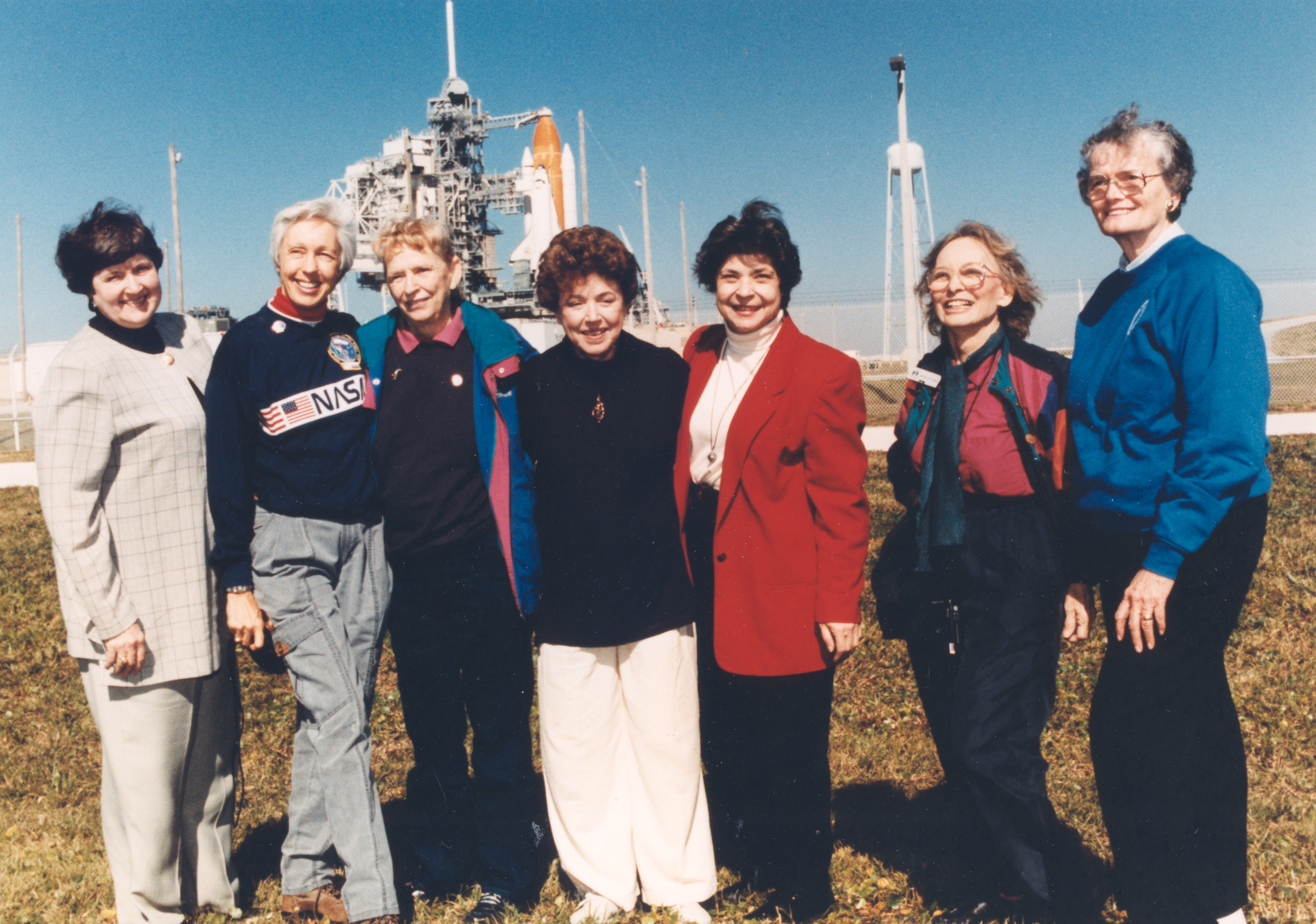
Algunos miembros de los FLAT (Fellow Lady Astronaut Trainees)

Women in Space Program fue la versión revivida del program Women in Space Earliest que había sido cancelado en noviembre de 1959. Al igual que el programa para hombres, este requería superar algunas pruebas.
However, the parameters for these tests were varied to accommodate women. In the screening phase, for example, men were required to be degree-holder jet pilots, went to military test pilot school, and with experience of minimum 1,500 hours of flying time.
Cobb, que fue la primera en someterse a las pruebas, se convirtió en la líder de las FLAT (Fellow Lady Astronaut Trainees) junto con otras 12 mujeres, lo que hizo un total de 13 mujeres (de ahí que los medios de comunicación las llamaran Mercury 13). Aunque Cobb fue asignada como consultora de la NASA y continuó realizando las pruebas, las mujeres seguían sin estar capacitadas para ser astronautas.
Durante los exámenes realizados a las mujeres, algunos científicos pensaron que las mujeres tenían más ventajas que los hombres para ser enviadas al espacio. Por ejemplo, se suponía que los órganos internos de las mujeres eran más aptos en radiación y vibraciones. Debido al tamaño relativamente más pequeño de las mujeres, las naves espaciales y los vuelos serían menos costosos si las mujeres utilizaran naves espaciales. No obstante, las pruebas para las mujeres se cancelaron después de que se descubriera que la NASA no había emitido una solicitud oficial al respect. Lovelace decidió no continuar con el programa. Mientras tanto, Jerrie Cobb, que asumió el liderazgo y facilitó las pruebas para mujeres, fue destituida de su cargo en la NASA.
Hasta el año 2012, 43 mujeres estadounidenses han viajado al espacio. Fuera de los EE. UU., solo ha habido otras 12 mujeres astronautas en el espacio. Alrededor del 10 por ciento de los astronautas de la NASA son mujeres.

## Grandes hitos
- 1959: El general de brigada Don Flickinger, miembro del Comité Asesor Especial de Ciencias de la Vida de la NASA, junto con el Dr. W. Randolph “Randy” Lovelace II, inauguran el programa Woman in Space Early (WISE)[16]
- 1960: Nancy Roman se convirtió en la primera mujer en ocupar un puesto ejecutivo en la NASA.
- 1961: Jerrie Cobb fue nombrada consultora administrativa de la NASA[16]
- 1961: John F. Kennedy afirmó en la revista American Girl que ambos sexos son necesarios en el programa espacial de Estados Unidos[17]
- 1963: la cosmonauta soviética Valentina Tereshkova se convirtió en la primera mujer en estar en el espacio[19]
- 1978: Anna Lee Fisher, Shannon Lucid, Judith Resnik, Sally Ride, Margaret Rhea Seddon y Kathryn D. Sullivan fueron elegidas para convertirse en astronautas.
- 1983 (18 de junio): Sally Ride se convirtió en la primera mujer estadounidense en volar al espacio[9]
- 1984: Kathryn D. Sullivan se convirtió en la primera mujer estadounidense en caminar en el espacio[19]
- 1986 (enero): Judith Resnik y la especialista en carga útil, Sharon McAuliffe, mueren en el accidente del Challenger.[20]
- 1992 (11 de septiembre): Mae Jemison se convirtió en la primera mujer negra en el espacio[11]
- 1993: Ellen Ochoa se convirtió en la primera mujer hispana en el espacio[19]
- 1994: Carolyn Huntoon se convirtió en la primera mujer directora de un centro de la NASA (en el Centro Espacial Lyndon B. Johnson)[21][22]
- 1996: Shannon Lucid se convirtió en la primera mujer en recibir la Medalla de Honor Espacial del Congreso[19]
- 1999 (20 de julio): Eileen Collins se convirtió en la primera mujer estadounidense en comandar una nave espacial[23]
- 2005: Shana Dale se convirtió en la primera mujer administradora adjunta de la NASA.
- 2007: Peggy Whitson se convirtió en la primera mujer en comandar la Estación Espacial Internacional[19]